# Blic
Blic – serbski dziennik. Należy do gazet typu tabloid. Jego nakład wynosi ponad 150 tys. egzemplarzy.
Powstał we wrześniu 1996 roku.